# El Empalme (Bocas del Toro)
El Empalme es un corregimiento del distrito de Changuinola en la provincia de Bocas del Toro, República de Panamá. Este corregimiento fue creado por ley en 2003 y se encuentra a 2 kilómetros de Changuinola. La localidad tiene 18.653 habitantes (2010).

## Historia
En el corregimiento se encuentra el famoso parque de pelota, el estadio Calvin Byron en donde juegan las selecciones juveniles y mayores de Bocas del Toro. Aparte también existen otras instalaciones deportivas como lo son el Gimnasio de Pandeportes.
También cuenta con dos escuelas, un colegio básico y tres sedes regionales universitarias. Además con un puesto policial y un cuartel de bomberos.
Los barrios más populares del corregimiento son: Barriada el Mayor, Barrio Dulce, Coibita, Luzón, Las Lomas y algunas fincas como Finca 13, Finca 15. La población indígena se concentra más en los lugares de Finca 13 y Finca 15 por la producción del banano en el área. También hay mestizos.